# UFC 113
UFC 113: Machida vs. Shogun 2 fue un evento de artes marciales mixtas celebrado por Ultimate Fighting Championship el 8 de mayo de 2010 en el Bell Centre, en Montreal, Canadá.

## Historia
El evento estelar contó con la revancha entre Lyoto Machida y Maurício Rua por el campeonato de peso semipesado. En su primer combate en UFC 104, Machida retuvo su cinturón en una controversial victoria por decisión unánime.
Tim Credeur estaba programado para enfrentar a Tom Lawlor, pero se vio obligado a salir de la tarjeta por una lesión y fue reemplazado por Joe Doerksen.
Joey Beltrán esperaba enfrentarse a Chad Corvin, sin embargo, después de que los papeles de Corvin no fueran aprobados por la Comisión Atlética de Quebec, Beltrán terminó luchando con Tim Hague.
El presidente de UFC Dana White, anunció que el ganador de la pelea Koscheck-Daley recibiría una oportunidad por el título contra Georges St-Pierre por el campeonato wélter de UFC y sería el entrenador del equipo contrario a St-Pierre en la próxima duodécima temporada del reality de UFC, The Ultimate Fighter.

## Resultados
1. ↑  Por el Campeonato de Peso Semipesado de UFC.
2. ↑  Eliminatoria por el título.

## Premios extra
Cada peleador recibió un bono de $65,000.
- Pelea de la Noche: Sam Stout vs. Jeremy Stephens
- KO de la Noche: Maurício Rua
- Sumisión de la Noche: Alan Belcher